# Vlag van Orne

Vlag van Orne

De vlag van Orne is de niet-officiële vlag van het Franse departement Orne. Net als de meeste andere departementen van Frankrijk heeft Orne geen officiële vlag, maar wordt de hier rechts afgebeelde vlag op niet-officiële wijze gebruikt. De vlag is afgeleid van het wapen van dit departement.
De vlag is verdeeld in tweeën: Ten eerste, Rood, met twee gouden luipaarden, met blauwe tongen en klauwen, boven elkaar; Ten tweede, Blauw, met drie gouden lelies, op een rode schildzoom acht witte bezanten.
Het ontwerp toont die van de voormalige provincie Normandië en dat van het voormalige hertogdom Alençon. De vlag is geïnspireerd op het ontwerp van het wapen dat in 1950 is voorgesteld door Robert Louis.
Naast deze vlag is er een logovlag in gebruik.

Vlag van Normandië
Wapen van het hertogdom Alençon
Logovlag